# Daichi Miura
Satoshi Hiroshi Miura, mais conhecido como  Daichi Miura (三浦大知, Okinawa, 24 de agosto de 1987), é um cantor e dançarino japonês que começou sua carreira aos 9 anos de idade, sendo destaque do grupo Folder até a sua superação em 2000. Começou sua carreira solo em 2005, com o lançamento do seu single Keep It Going' On, e em 2006 lançou seu primeiro álbum D-ROCK with U. Em 2009 lançou seu segundo álbum, Who's The Man.

## Discografia

### Álbuns
D-ROCK with U (lançado dia 25 de janeiro de 2006)
- CD

1. I'm Back～the theme of D-ROCK with U～
2. I-N-G
3. No Limit
4. Make It Happen
5. Southern Cross
6. Keep It Goin'On
7. Open Your Heart
8. Knock Knock Knock
9. Word!
10. Free Style
11. Stay
12. Bad Day
13. 17 Ways

- DVD

1. Keep It Goin' On
2. Free Style
3. Southern Cross
4. No Limit
5. Live Chapter 1 Digest Edition(10 de outubro de 2005 @ LIQUID ROOM EBISU)

Who's The Man (lançado dia 16 de setembro de 2009)
- CD

1. Who’s The Man
2. Inside Your Head
3. Delete My Memories
4. Your Love feat.KREVA
5. Stay with me
6. Baby Be Mine
7. Crazy
8. SHINE
9. Hypnotized
10. HOT MUSIK feat.COMA-CHI
11. STOP.. Feat. Chiharu
12. You&Me
13. Flag -BACHLOGIC REMIX-
14. Magic Remix Feat. KREVA【BONUS TRACK】

- DVD

1. Flag (Video Clip)
2. Inside Your Head (Video Clip)
3. Your Love feat.KREVA (Video Clip)
4. Delete My Memories (Video Clip)
5. Who’s The Man (Video Clip) 【NEW VIDEO from ALBUM】

- DVD Limited Edition -BONUS DANCE LESSON VIDEO-

1. Inside Your Head
2. Your Love feat.KREVA
3. Delete My Memories

D.M (lançado dia 30 de novembro de 2011)
- CD

1. Black Hole
2. Touch Me
3. Illusion Show
4. Love is like a bass line
5. The Answer
6. Only You
7. 4am
8. RUN WAY
9. Turn Off The Light
10. SHOUT IT
11. Lullaby
12. Magic Word

- DVD

1. Black Hole (Video Clip)
2. Turn Off The Light (Video Clip)
3. The Answer (Video Clip)
4. Lullaby (Video Clip)
5. Lullaby (STUDIO LIVE EDITION)
6. SHOUT IT (LIVE EDITION)
7. The Answer-DANCE EDITION- (MUSIC VIDEO ANOTHER VER.)

The Entertainer  (lançado dia 20 de novembro de 2013)
- CD

1. Can You See Our Flag Wavin' In The Sky?
2. I'm On Fire
3. Elevator
4. Spellbound
5. Baby Just Time
6. Chocolate
7. GO FOR IT
8. Gotta Be You
9. Two Hearts
10. Blow You Away!
11. Right Now
12. interlude
13. Listen To My Heartbeat
14. All Coverge On “The One”

- DVD / BLU-RAY

1. Two Hearts
2. Right Now
3. GO FOR IT
4. I'm On Fire
5. Listen To My Heartbeat
6. Can You See Our Flag Wavin' In The Sky?

BONUS
1. I'm On Fire -CHOREO VIDEO-
2. Right Now -SCENE OF THE PAIR DANCE-

FEVER (lançado dia 2 de setembro de 2015)
- CD

1. SING OUT LOUD
2. FEVER
3. Welcome!
4. Unlock (Album Ver.)
5. MAKE US DO
6. One Shot
7. Ascertain
8. IT'S THE RIGHT TIME
9. Anchor
10. Color Me Blue
11. Supa Dupa Paper Plane
12. Testify
13. Furueau Dake de ~Always with you~ (ふれあうだけで; Only Interact)
14. music

- DVD / Blu-ray

1. Anchor -Music Video-
2. Furueau Dake de ~Always with you~ -Music Video-
3. IT'S THE RIGHT TIME -Choreo Video-
4. Unlock (Album Ver.) -Music Video-
5. music -Music Video-
6. SING OUT LOUD -Music Video-
7. SING OUT LOUD -Making-
8. Bring It Down -Choreo Video-

- Fanclub Edition

1. Making of "FEVER"

HIT (lançado dia 22 de março de 2017)
1. Darkest Before Dawn
2. EXCITE
3. (RE)PLAY
4. Neon Dive
5. Body Kills
6. Darkroom
7. Can't Stop Won't Stop Lovin' You
8. Rise Up feat. SOIL&"PIMP"SESSIONS
9. Star
10. Dare mo ga Dancer
11. Cry & Fight
12. Hang In There

- DVD / Blu-ray

1. Darkest Before Dawn -Music Video-
2. EXCITE -Music Video-
3. (RE)PLAY -Music Video-
4. Cry & Fight -Music Video-

BONUS
1. Darkest Before Dawn -Making-
2. Hang In There -Dance Edit Video from #DAICHI MIURA LIVE TOUR (RE)PLAY FINAL-

Best (lançado dia 7 de março de 2018)
*Coletânea de músicas de sucesso, primeiro álbum de Daichi a alcançar o topo do Oricon Albums Chart e a receber certificação ouro pela RIAJ.
Kyuutai (Sphere) (lançado dia  11 de julho de 2018)

### Singles
- "Keep It Going' On" (lançado em 30 de Março de 2005)
- "Free Style" (lançado em 1 de Junho de 2005)
- "Southern Cross" (lançado em 12 de outubro de 2005)
- "No Limit" (lançado em 1 de Novembro de 2006)
- "Flag" (lançado em 18 de Julho de 2007)
- "Inside Your Head" (lançado em 23 de Julho de 2008)
- "Your Love" (lançado em 2 de Novembro de 2009)
- "Delete My Memories" (lançado em 20 de Maio de 2009)
- "Who's the man" (lançado em 16 de Setembro de 2009)
- "The Answer" (lançado em 18 de Agosto de 2010)
- "Lullaby" (lançado em 15 de Dezembro de 2010)
- "Turn Off The Light" (lançado em 24 de Agosto de 2011)
- "Two Hearts" (lançado em 2 de Maio de 2012)
- "Right Now / Voice" (lançado em 12 de Dezembro de 2012)
- "Go For It" (lançado em 10 de Julho de 2013)
- "Anchor" (lançado em 5 de Março de 2014)
- "ふれあうだけで ~Always With You~ / IT'S THE RIGHT TIME (lançado em 3 de Dezembro de 2014)
- "Unlock" (lançado em 25 de Fevereiro de 2015)
- "music" (lançado em 17 de Junho de 2015)
- "Cry & Fight" (lançado em 30 de Março de 2016)
- "(RE)PLAY" (lançado em 23 de Novembro de 2016)
- "Excite" (lançado em 18 de Janeiro de 2017)
- "U" (lançado em 2 de Agosto de 2017)
- "Be Myself" (lançado em 22 de Agosto de 2018)
- "Blizzard" (lançado em 19 de Dezembro de 2018)

### DVD
- "LIVE D-ROCK with U ～DAICHI MIURA LIVE Chapter-2～ @Shibuya AX 5th February" (lançado em 29 de Março de 2006)
- "Daichi Miura Live 2009 -Encore of Our Love-" (lançado em 16 de Setembro de 2009)
- "DAICHI MIURA LIVE TOUR 2010 ～GRAVITY～" (lançado em 25 de Maio de 2011)
- "DAICHI MIURA LIVE TOUR 2011 ~Synesthesia~" (lançado em 22 de Fevereiro de 2012)
- "DAICHI MIURA LIVE 2012 ~D.M.~ in BUDOKAN" (lançado em 22 de Agosto de 2012)
- "DAICHI MIURA "exTime Tour 2012"" (lançado em 16 de Janeiro de 2013)
- "DAICHI MIURA "Choreo Chronicle 2008-2011 Plus"" (lançado em 20 de Março de 2013)
- "DAICHI MIURA LIVE TOUR 2013 -Door to the unknown- in YOKOHAMA ARENA" (lançado em 29 de Janeiro de 2014)
- "DAICHI MIURA LIVE TOUR 2014 - THE ENTERTAINER" (lançado em 1 de Outubro de 2014)
- "Choreo Chronicle 2012-2015 Plus"  (lançado em 16 de Dezembro de 2015)
- "DAICHI MIURA LIVE TOUR 2015 FEVER" (lançado em 10 de Fevereiro de 2016)
- "DAICHI MIURA LIVE TOUR 2016 (RE)PLAY"

(lançado em 22 de Março de 2017)